# Torneo Preolímpico Sudamericano Sub-23 de 1996
El torneo de fútbol Preolímpico Sub-23 de Argentina se realizó entre el 18 de febrero y el 6 de marzo de 1996 para definir a los dos equipos de Sudamérica que participarían en los Juegos Olímpicos de Atlanta 1996. Los jugadores nacidos a partir del 1 de enero de 1973 fueron elegibles para este torneo.
En el torneo participaron los 10 equipos pertenecientes a la Conmebol, de los cuales consiguieron la clasificación Brasil (campeón), y Argentina (subcampeón).

## Sedes
Las sedes de este campeonato fueron:
| Tandil Mar del Plata | Tandil               |
| -------------------- | -------------------- |
| Tandil Mar del Plata | Municipal San Martín |
| Tandil Mar del Plata | Capacidad: 4 000     |
| Tandil Mar del Plata |                      |
| Tandil Mar del Plata | Mar del Plata        |
| Tandil Mar del Plata | J. M. Minella        |
| Tandil Mar del Plata | Capacidad: 35 000    |
| Tandil Mar del Plata |                      |

## Primera fase
Leyenda: Pts: Puntos; PJ: Partidos jugados; G: Partidos ganados; E: Partidos empatados; P: Partidos perdidos; GF: Goles a favor; GC: Goles en contra; DG: Diferencia de goles.

### Grupo A
| Equipo   | Pts | PJ | PG | PE | PP | GF | GC | Dif |
| -------- | --- | -- | -- | -- | -- | -- | -- | --- |
| Brasil   | 10  | 4  | 3  | 1  | 0  | 11 | 3  | +8  |
| Uruguay  | 10  | 4  | 3  | 1  | 0  | 9  | 4  | +5  |
| Bolivia  | 3   | 4  | 1  | 0  | 3  | 6  | 9  | –3  |
| Paraguay | 3   | 4  | 1  | 0  | 3  | 8  | 12 | –4  |
| Perú     | 3   | 4  | 1  | 0  | 3  | 7  | 13 | –6  |

| 18 de febrero de 1996 | Brasil                                                    | 4–1     | Perú             | Estadio General San Martín, Tandil, |                                   |
|                       | Juninho Paulista 41' · Sávio 79' (pen.) 84' · Jamelli 89' | Reporte | Jean Ferrari 24' | Árbitro(s): Oscar Ruiz (Colombia)   | Árbitro(s): Oscar Ruiz (Colombia) |

| 19 de febrero de 1996 | Bolivia | 0–2     | Uruguay                              | Estadio General San Martín, Tandil, |                                    |
|                       |         | Reporte | Nelson Abeijón · Federico Magallanes | Árbitro(s): Eduardo Gamboa (Chile)  | Árbitro(s): Eduardo Gamboa (Chile) |

| 21 de febrero de 1996 | Brasil                 | 3–1     | Paraguay          | Estadio General San Martín, Tandil,      |                                          |
|                       | Souza · Roberto Carlos | Reporte | Virgilio Ferreira | Árbitro(s): Javier Castrilli (Argentina) | Árbitro(s): Javier Castrilli (Argentina) |

| 21 de febrero de 1996 | Perú                           | 2–4     | Uruguay                                                                   | Estadio General San Martín, Tandil, |                                     |
|                       | Luis Guadalupe · José Espinoza | Reporte | Hebert Dos Santos · Fernando Correa · Edgardo Adinolfi · Rodrigo Lemos ?' | Árbitro(s): Ángel Guevara (Ecuador) | Árbitro(s): Ángel Guevara (Ecuador) |

| 23 de febrero de 1996 | Bolivia        | 1–4     | Brasil | Estadio General San Martín, Tandil,     |                                         |
|                       | Milton Coimbra | Reporte | Caio   | Árbitro(s): Paolo Borgosano (Venezuela) | Árbitro(s): Paolo Borgosano (Venezuela) |

| 23 de febrero de 1996 | Paraguay                                                 | 4–2     | Perú                         | Estadio General San Martín, Tandil,    |                                        |
|                       | Arnaldo Villalba · Virgilio Ferreira · Francisco Esteche | Reporte | Jorge Ramírez · Waldir Sáenz | Árbitro(s): Roberto Ruscio (Argentina) | Árbitro(s): Roberto Ruscio (Argentina) |

| 25 de febrero de 1996 | Perú                         | 2–1     | Bolivia        | Estadio General San Martín, Tandil,      |                                          |
|                       | Nolberto Solano · Jorge Lazo | Reporte | Milton Coimbra | Árbitro(s): Javier Castrilli (Argentina) | Árbitro(s): Javier Castrilli (Argentina) |

| 25 de febrero de 1996 | Uruguay                                              | 3–2     | Paraguay                                | Estadio General San Martín, Tandil, |                                    |
|                       | Hebert Dos Santos · Edgardo Adinolfi · Heberley Sosa | Reporte | Walter Ávalos · Carlos Alberto Espínola | Árbitro(s): Eduardo Gamboa (Chile)  | Árbitro(s): Eduardo Gamboa (Chile) |

| 27 de febrero de 1996 | Paraguay                | 1–4     | Bolivia                            | Estadio General San Martín, Tandil,    |                                        |
|                       | Carlos Alberto Espínola | Reporte | Milton Coimbra · Limberg Gutiérrez | Árbitro(s): Roberto Ruscio (Argentina) | Árbitro(s): Roberto Ruscio (Argentina) |

| 27 de febrero de 1996 | Uruguay | 0–0     | Brasil | Estadio General San Martín, Tandil, |                                   |
|                       |         | Reporte |        | Árbitro(s): Oscar Ruiz (Colombia)   | Árbitro(s): Oscar Ruiz (Colombia) |

### Grupo B
| Equipo    | Pts | PJ | PG | PE | PP | GF | GC | Dif |
| --------- | --- | -- | -- | -- | -- | -- | -- | --- |
| Argentina | 12  | 4  | 4  | 0  | 0  | 17 | 1  | +16 |
| Venezuela | 7   | 4  | 2  | 1  | 1  | 9  | 4  | +5  |
| Chile     | 5   | 4  | 1  | 2  | 1  | 8  | 5  | +3  |
| Colombia  | 2   | 4  | 0  | 2  | 2  | 8  | 12 | –4  |
| Ecuador   | 1   | 4  | 0  | 1  | 3  | 5  | 18 | –13 |

| 18 de febrero de 1996 | Argentina                                                                             | 6–0     | Ecuador | Estadio José María Minella, Mar del Plata, |                                          |
|                       | Marcelo Delgado 14' 41' · Hugo Morales 26' 55' · Ariel Ortega 49' · Hernán Crespo 60' | Reporte |         | Árbitro(s): Epifanio González (Paraguay)   | Árbitro(s): Epifanio González (Paraguay) |

| 18 de febrero de 1996 | Venezuela      | 1–0     | Colombia | Estadio José María Minella, Mar del Plata, |                                  |
|                       | Jesús Valiente | Reporte |          | Árbitro(s): Pablo Peña (Bolivia)           | Árbitro(s): Pablo Peña (Bolivia) |

| 20 de febrero de 1996 | Argentina       | 2–1 | Chile          | Estadio José María Minella, Mar del Plata, |  |
|                       | Marcelo Delgado |     | Clarence Acuña |                                            |  |

| 20 de febrero de 1996 | Ecuador                                                     | 3–3     | Colombia                                    | Estadio José María Minella, Mar del Plata, |  |
|                       | Agustín Delgado 22' · Iván Hurtado 43' · Edison Escobar 90' | Reporte | Arley Dinas 11' · Osvaldo Mackenzie 44' 72' |                                            |  |

| 22 de febrero de 1996 | Chile                          | 4–0     | Ecuador | Estadio José María Minella, Mar del Plata, |                                  |
|                       | Marcelo Salas · Pablo Galdames | Reporte |         | Árbitro(s): Pablo Peña (Bolivia)           | Árbitro(s): Pablo Peña (Bolivia) |

| 22 de febrero de 1996 | Venezuela | 0–3     | Argentina                                                 | Estadio José María Minella, Mar del Plata, |                               |
|                       |           | Reporte | Marcelo Gallardo · Marcelo Delgado · Claudio Javier López | Árbitro(s): José Arana (Perú)              | Árbitro(s): José Arana (Perú) |

| 24 de febrero de 1996 | Colombia                                                | 3–3     | Chile                                        | Estadio José María Minella, Mar del Plata, |                               |
|                       | Jersson González · Oswaldo Mackenzie · Juan Pablo Ángel | Reporte | Moisés Ávila · Ricardo Rojas · Marcelo Salas | Árbitro(s): José Arana (Perú)              | Árbitro(s): José Arana (Perú) |

| 24 de febrero de 1996 | Ecuador                       | 2–5     | Venezuela                        | Estadio José María Minella, Mar del Plata, |                                          |
|                       | Edison Escobar · Carlos Yáñez | Reporte | Rafael Castellín · Ruberth Morán | Árbitro(s): Epifanio González (Paraguay)   | Árbitro(s): Epifanio González (Paraguay) |

| 26 de febrero de 1996 | Chile | 0–0     | Venezuela | Estadio José María Minella, Mar del Plata, |                                    |
|                       |       | Reporte |           | Árbitro(s): José Da Rosa (Uruguay)         | Árbitro(s): José Da Rosa (Uruguay) |

| 26 de febrero de 1996 | Colombia | 0–4     | Argentina                     | Estadio José María Minella, Mar del Plata,    |                                               |
|                       |          | Reporte | Hernán Crespo · Kily González | Árbitro(s): Antônio Pereira da Silva (Brasil) | Árbitro(s): Antônio Pereira da Silva (Brasil) |

## Fase final
| Equipo    | Pts | PJ | PG | PE | PP | GF | GC | Dif |
| --------- | --- | -- | -- | -- | -- | -- | -- | --- |
| Brasil    | 7   | 3  | 2  | 1  | 0  | 10 | 3  | +7  |
| Argentina | 7   | 3  | 2  | 1  | 0  | 6  | 2  | +4  |
| Uruguay   | 3   | 3  | 1  | 0  | 2  | 4  | 6  | –2  |
| Venezuela | 0   | 3  | 0  | 0  | 3  | 1  | 10 | –9  |

| 1 de marzo de 1996 | Brasil                                     | 5–0     | Venezuela | Estadio General San Martín, Tandil, |                                     |
|                    | Caio · Zé Maria · Sávio · Flávio Conceição | Reporte |           | Árbitro(s): Ángel Guevara (Ecuador) | Árbitro(s): Ángel Guevara (Ecuador) |

| 1 de marzo de 1996 | Argentina                              | 2–0     | Uruguay | Estadio José María Minella, Mar del Plata, |                                  |
|                    | Marcelo Delgado · Claudio Javier López | Reporte |         | Árbitro(s): Pablo Peña (Bolivia)           | Árbitro(s): Pablo Peña (Bolivia) |

| 3 de marzo de 1996 | Brasil                  | 3–1     | Uruguay          | Estadio José María Minella, Mar del Plata, |                                          |
|                    | Beto · Juninho Paulista | Reporte | Andrés Fleurquín | Árbitro(s): Epifanio González (Paraguay)   | Árbitro(s): Epifanio González (Paraguay) |

| 3 de marzo de 1996 | Argentina                            | 2–0     | Venezuela | Estadio José María Minella, Mar del Plata, |                                    |
|                    | Hernán Crespo · Claudio Javier López | Reporte |           | Árbitro(s): Eduardo Gamboa (Chile)         | Árbitro(s): Eduardo Gamboa (Chile) |

- Brasil y Argentina clasificaron a los Juegos Olímpicos de Atlanta 1996.

| 6 de marzo de 1996 | Uruguay                           | 3–1 | Venezuela | Estadio José María Minella, Mar del Plata, |  |
|                    | Hebert Dos Santos · Heberley Sosa |     |           |                                            |  |

| 6 de marzo de 1996 | Brasil       | 2–2     | Argentina                              | Estadio José María Minella, Mar del Plata,                        |                                                                   |
|                    | Sávio · Beto | Reporte | Marcelo Delgado · Claudio Javier López | Asistencia: 32.000 espectadores Árbitro(s): Oscar Ruiz (Colombia) | Asistencia: 32.000 espectadores Árbitro(s): Oscar Ruiz (Colombia) |

## Estadísticas

### Clasificación general
| Pos. | Selección | Gr. | Pts. | PJ | PG | PE | PP | GF | GC | Dif |
| ---- | --------- | --- | ---- | -- | -- | -- | -- | -- | -- | --- |
| 1    | Brasil    | A   | 17   | 7  | 5  | 2  | 0  | 21 | 6  | +15 |
| 2    | Argentina | B   | 19   | 7  | 6  | 1  | 0  | 23 | 3  | +20 |
| 3    | Uruguay   | A   | 13   | 7  | 3  | 1  | 2  | 13 | 10 | +3  |
| 4    | Venezuela | B   | 7    | 7  | 2  | 1  | 4  | 10 | 14 | -4  |
| 5    | Chile     | B   | 5    | 4  | 1  | 2  | 1  | 8  | 5  | +3  |
| 6    | Bolivia   | A   | 3    | 4  | 1  | 0  | 3  | 6  | 9  | -3  |
| 7    | Paraguay  | A   | 3    | 4  | 1  | 0  | 3  | 8  | 12 | -4  |
| 8    | Perú      | A   | 3    | 4  | 1  | 0  | 3  | 7  | 13 | -6  |
| 9    | Colombia  | B   | 2    | 4  | 0  | 2  | 2  | 8  | 12 | -4  |
| 10   | Ecuador   | B   | 1    | 4  | 0  | 1  | 3  | 5  | 18 | -13 |

## Goleadores
| Jugador              | Selección | Goles |
| -------------------- | --------- | ----- |
| Marcelo Delgado      | Argentina | 8     |
| Milton Coimbra       | Bolivia   | 5     |
| Hernán Crespo        | Argentina | 5     |
| Caio                 | Brasil    | 5     |
| Sávio                | Brasil    | 5     |
| Marcelo Salas        | Chile     | 4     |
| Oswaldo Mackenzie    | Colombia  | 3     |
| Juninho Paulista     | Brasil    | 3     |
| Hebert Dos Santos    | Uruguay   | 3     |
| Heberley Sosa        | Uruguay   | 3     |
| Claudio Javier López | Argentina | 3     |
| Rafael Castellin     | Venezuela | 3     |

## Clasificados a losJuegos Olímpicos
| Bandera de Brasil | Bandera de Argentina |
| Brasil            | Argentina            |
| ----------------- | -------------------- |

## Televisión
Las canales de cable Multicanal y TyC Sports repartieron los partidos del Torneo Preolímpico 1996.